# R&F Centre
 L' R&F Centre è un grattacielo nel distretto di Tianhe a Guangzhou, Guangdong, Cina.

## Caratteristiche
La costruzione è iniziata nel 2005 ed è stata completata nel 2007. L'edificio è alto 243 metri e ha 54 piani. La struttura è stata modellata seguendo le forme di un vaso di giada.
Il centro R&F è la sede di R&F Properties, uno sviluppatore immobiliare con sede a Guangzhou. È direttamente di fronte all'uscita B2 della stazione della città nuova di Zhujiang. Gli inquilini dell'edificio includono numerosi consolati e camere di commercio.